# Пригородный сельсовет (Оренбургский район)
Пригородный сельсовет — сельское поселение в Оренбургском районе Оренбургской области Российской Федерации.
Административный центр — посёлок Пригородный.

## История
24 сентября 2004 года в соответствии с законом Оренбургской области № 1472/246-III-ОЗ образовано сельское поселение Пригородный сельсовет, установлены границы муниципального образования.

## Население
| 2010  | 2012  | 2013  | 2014  | 2015  | 2016  | 2017  |
| ----- | ----- | ----- | ----- | ----- | ----- | ----- |
| 4412  | ↗4691 | ↗4898 | ↗5229 | ↗5625 | ↗6207 | ↗6968 |
| 2018  | 2019  | 2020  | 2021  |       |       |       |
| ↗7370 | ↗7641 | ↗7978 | ↗9459 |       |       |       |

## Состав сельского поселения
| № | Населённый пункт | Тип населённого пункта          | Население |
| - | ---------------- | ------------------------------- | --------- |
| 1 | Лесничество      | посёлок                         | 142       |
| 2 | Медовка          | хутор                           | 47        |
| 3 | Пригородный      | посёлок, административный центр | ↗9274     |